# Indication de distance sur un panneau de signalisation en France

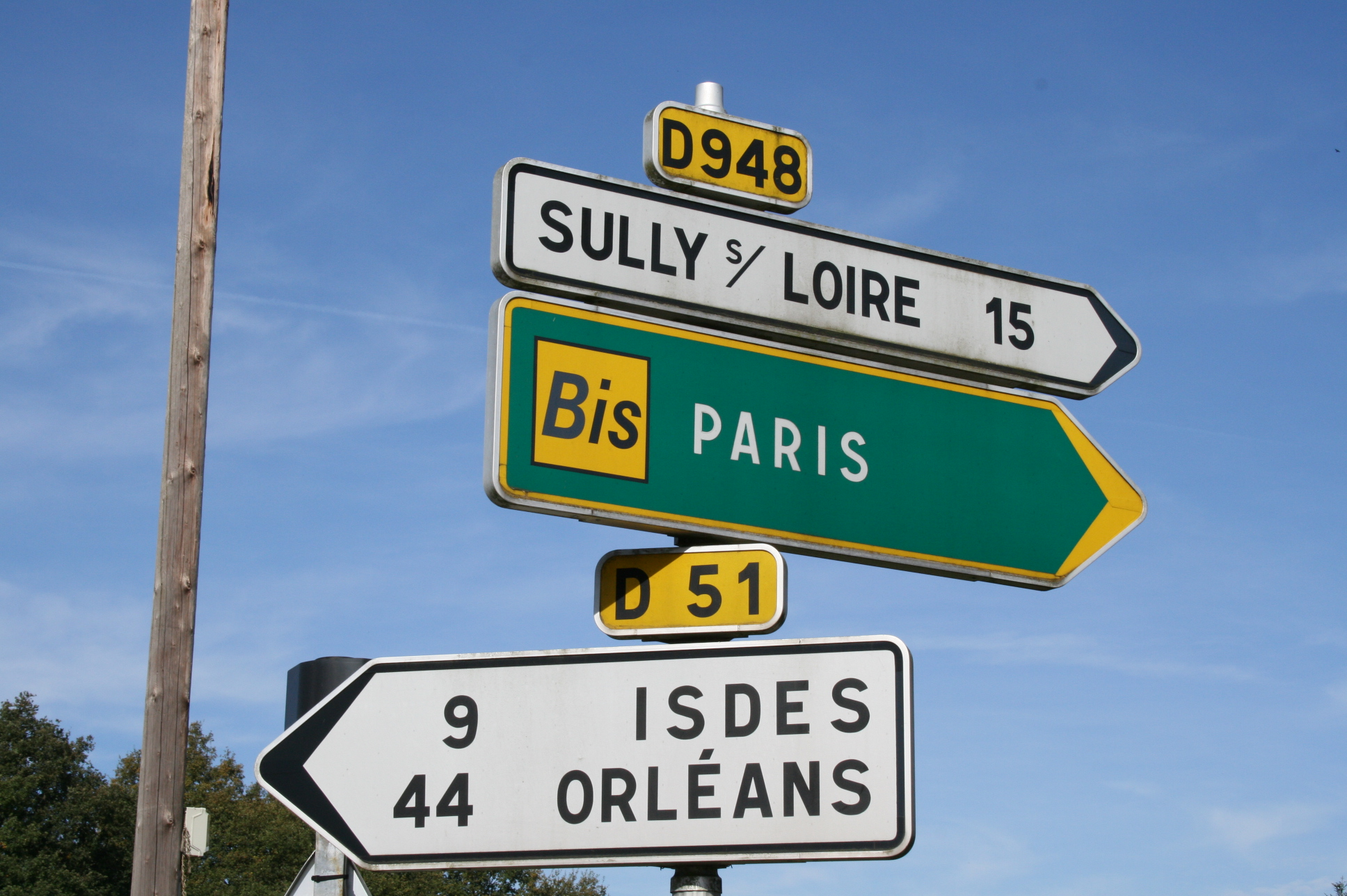
Panneaux D21a (avec distances)

Dans le domaine de la signalisation routière, certains panneaux comportent une indication de distance égale au kilométrage restant à parcourir pour atteindre la mention concernée.
Cette indication de distance sur les panneaux de signalisation répond en France à des règles précises qui ont été définies dans l’instruction interministérielle du 22 mars 1982 relative à la signalisation de direction pour certains et à l’instruction interministérielle sur la signalisation routière – arrêté du 7 juin 1977 – pour d’autres.

## Définition
Les distances sont comptées à partir du centre de la localité. La circulaire du 22 avril 1985 qui prescrivait l'établissement d'un état itinéraire des routes nationales indique que le centre de chaque localité est choisi dans l’endroit le plus fréquenté là où convergent la plupart des services de transports, où se trouvent les principaux hôtels.
Elles sont exprimées en kilomètres (km) avec indication éventuelle du chiffre des hectomètres. Elles ne sont jamais complétées par un symbole d'unité.

## Règle d’arrondi pour les panneaux directionnels
L’indication des distances suit les règles d’arrondi suivantes :
| Distance          | Règle d’arrondi                   |
| ----------------- | --------------------------------- |
| Inférieure à 1 km | À l'hectomètre le plus voisin     |
| entre 1 et 5 km   | Au demi-kilomètre le plus voisin. |
| supérieure à 5 km | Au kilomètre voisin               |

Les distances sont cependant arrondies au kilomètre pour les localités où la distance entre le centre et le panneau d'agglomération est de l’ordre du kilomètre au moins.

## Règle d’arrondi pour les panonceaux en milieu urbain
En milieu urbain, lorsque la distance est inférieure à 500 m, elle est exprimée en mètres, complétée par l’indication de l’unité. Les distances sont arrondies conformément aux règles suivantes.
La règle concernant les panonceaux M1 (panonceau de distance) et M2 (panonceau d’étendue) est la suivante.
| Distance             | Règle d’arrondi                  |
| -------------------- | -------------------------------- |
| inférieure à 50 m    | Aux 10 m les plus voisins        |
| entre 50 et 100 m    | A 50 m, 75 m ou 100 m            |
| entre 100 et 500 m   | Aux 50 m les plus voisins        |
| entre 500 et 2 000 m | Aux 100 m les plus voisins       |
| entre 2 et 5 km      | Au demi-kilomètre le plus voisin |
| supérieure à 5 km    | Au kilomètre le plus voisin      |

## Type et hauteur des caractères
Le type de caractères utilisé est le même que celui de l'indication principale concernée.
La hauteur des caractères est la même que celle de l’indication principale sauf le chiffre des hectomètres qui est séparé de l’indication des kilomètres par un point ou une virgule et dont la hauteur est réduite de 2 gammes de dimensions.

Composition de l’indication de distance

## Espacement entre caractères
L’espacement entre chiffres est défini par une table spécifique. Il dépend des chiffres se succédant.
L’espacement entre les kilomètres et les hectomètres est défini comme suit, en fonction de la hauteur de composition Hc. Pour les panneaux les plus courants sur les voies non rapides, la valeur de Hc est de 100 mm.

Espacement entre caractères

## Positionnement dans leregistre
Lorsqu'il y a plusieurs lignes dans un registre, les indications de distances sont alignées sur le chiffre des unités.
Un registre comporte au maximum trois lignes. Les mentions sont inscrites de haut en bas par ordre de distance croissante.

## Ce qu'il ne faut pas faire
De nombreuses anomalies sont couramment rencontrées sur le terrain dans le choix des équipements de signalisation ou leur implantation. Si elles ne contribuent pas toutes à induire un risque accidentogène, elles participent en tout état de cause à une décrédibilisation de la signalisation et génèrent souvent une confusion dans la perception qu'a l'usager de la route et de son environnement.

Quelques usages non réglementaires de l’indication de distance
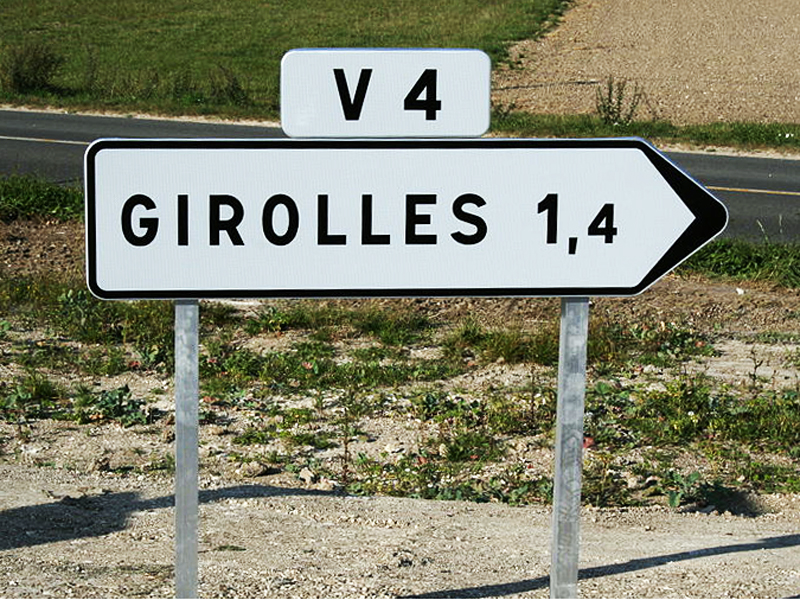
Panneau D21a avec une indication de distance ne respectant pas la règle des arrondis. La distance inscrite aurait dû être 1,5 au lieu de 1,4
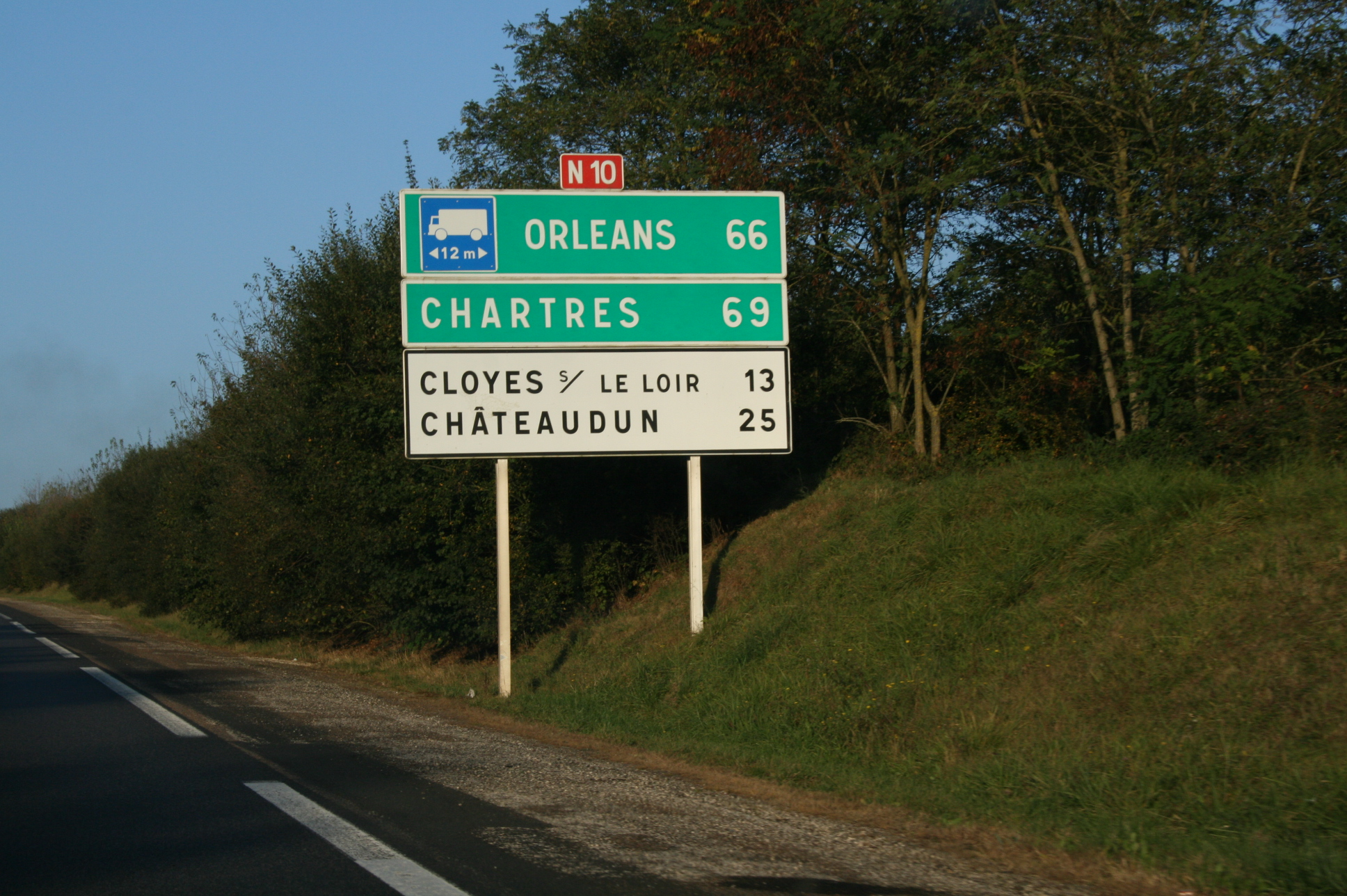
Panneau D61a avec une indication de distance ne respectant pas la règle d'espacements entre caractères. Les espacements entre les chiffres 6 et entre 6 et 9 étant les mêmes (6 mm pour Hc=100 mm), 66 et 69 auraient dû être alignés